# سید ویشس
سید ویشس (به انگلیسی: Sid Vicious) ‏(۱۰ مه ۱۹۵۷ - ۲ فوریه ۱۹۷۹) نوازندهٔ گیتار بیس انگلیسی بود که بیشتر به عنوان یکی از اعضای گروه پانک راک سکس پیستولز شناخته می‌شود.

## سال‌های آغازین
سید ویشس زادهٔ ۱۰ مه ۱۹۵۷ در لندن است. مادرش اَن(به انگلیسی: Anne) یک هیپی بود و پدرش جان، در گارد محافظت از کاخ باکینگهام به کار مشغول بود. اندک زمانی بعد از تولد سید، پدرش خانواده را ترک کرد و مدتی بعد سید به همراه مادرش به ایبیزا نقل مکان کردند. در سال ۱۹۶۵ مادر سید با شخصی به‌نام کریستوفر بورلی ازدواج کرد و نام فامیلی سید به همین خاطر به بورلی تغییر یافت. ناپدری سید ۶ ماه بعد مرد.
مادر سید مصرف‌کنندهٔ تفننی مواد مخدر بود و سید بیشتر دوران نوجوانی‌اش را به معاشرت و سرگرم کردن خود در خیابان‌های لندن گذراند. در همین دوره بود که سید به گروه‌ها و هنرمندانی هم‌چون تی. رکس، راکسی میوزیک و دیوید بووی علاقه‌مند شد و اغلب اوقات سعی می‌کرد ظاهرش را مانند آن‌ها درست کند.
در سال ۱۹۷۵ سید با جانی روتن (خوانندهٔ سکس پیستولز) آشنا شد و رابطهٔ دوستی بین آن‌ها شکل گرفت. نام سید را هم اولین بار جانی روتن برای خطاب کردن سید ویشس استفاده کرد. در واقع سید نام همستر روتن بود که نام آن حیوان را هم از روی اسم سید برت انتخاب کرده بود. خود سید ویشس با این نام مستعار میانهٔ خوبی نداشت اما روتن اصرار داشت که او را با آن نام خطاب کند. پسوند (فامیل) ویشس هم‌زمانی به دنبالهٔ اسم او اضافه شد که همستر سعی کرد انگشت پدر جانی را گاز بگیرد.

## سکس پیستولز
سید در سال ۱۹۷۷ توسط مالکوم مک‌لارن (مدیر برنامه‌های گروه سکس پیستولز) جایگزین گلِن مَت‌لاک (بیسیست قبلی گروه) شد. سکس پیستولز که یکی از گروه‌های شاخص و پیشگامان موسیقی پانک در بریتانیا بود توسط مک‌لارن در سال ۱۹۷۵ تشکیل شده بود.
سید تا قبل از آنکه به سکس پیستولز بپیوندد مدت کوتاهی برای یک گروه پانک دیگر به نام د فلاورز او رومانس نوازندگی می‌کرد. اما واقعیت این است که او هیچ‌گاه به‌عنوان یک نوازندهٔ توانا و مسلط گیتار بیس شناخته نشده‌است. در زمان ضبط قطعات آلبوم جاودانهٔ Never Mind The Bollocks به خاطر نارضایتی بقیهٔ اعضای گروه از کار سید، استیو جونز (گیتاریست گروه) قطعه‌های گیتار بیس را در استودیو اجرا و ضبط کرد.
استیو جونز بعدها در مصاحبه‌ای گفت که در زمان ضبط آلبوم، سید به‌خاطر ابتلاء به هپاتیت در بیمارستان بستری بود و واقعاً نمی‌توانست ساز بزند.
در نوامبر ۱۹۷۷ سید با نانسی اسپانگن آمریکایی که به قصد ملاقات با جری نولان (درامر هارت بریکرز) به لندن آمده بود آشنا شد. بین آن‌ها یک رابطهٔ عاشقانهٔ جدی به وجود آمد به شکلی که فعالیت سید در سکس پیستولز را هم تحت تأثیر قرار داد و باعث شد تا سید بیش از پیش به مصرف هروئین روی بیاورد.
رابطهٔ آن‌دو هیچ‌گاه برای دوستان سید خوشایند نبود. آن‌ها از نانسی متنفر بودند و عقیده داشتند او باعث شد تا سید به هروئین روی آورد.
مالکوم مک‌لارن زمانی که سید به‌طور موقت از نانسی جدا شده بود سعی کرد او را تشویق کند تا اعتیادش را ترک کند اما تلاش او نتیجه‌ای نداشت. سید اولین اوردوز هروئین را زمانی تجربه کرد که ۳ روز پس از برگزاری تور گروه در سن فرانسیسکو، در هواپیمای حامل اعضای گروه و در راه بازگشت به نیویورک به حالت کما فرورفت.

## مرگ نانسی
جسد نانسی اسپانگن در ۱۲ اکتبر ۱۹۷۸ در هتل چلسی نیویورک در حالی یافت شد که لباس زیر سیاه رنگ بر تن داشت و بر اثر یک زخم کاری چاقو در قسمت شکمش به قتل رسیده بود. چاقوی ۷ اینچی که نانسی بوسیلهٔ آن کشته شده بود را ۲ روز قبل از آن‌که جسد غرق در خونش در اتاق شمارهٔ ۱۰۰ هتل چلسی یافت شود، خودش برای سید خریده بود.
۱۰ روز بعد سید با بریدن رگ مچ دستش قصد خودکشی داشت که تلاشش ناکام بود و در پی آن اتفاق ۳ روز در بیمارستان بستری شد.
در ۲۲ نوامبر ۱۹۷۸ سید به اتهام قتل نانسی بازداشت شد. او طی بازجویی‌ها اعتراف کرد که در شب حادثه با نانسی درگیری داشته‌است و همچنین گفت که او با چاقو به نانسی حمله کرده‌است اما قصد نداشته او را بکشد. در نهایت او با سپردن وثیقهٔ ۵۰۰۰۰ دلاری به‌وسیلهٔ مادرش و به‌طور موقت آزاد شد.
چند هفته بعد سید در یک کلوپ با تاد اسمیت (برادر پتی اسمیت) درگیر شد و به خاطر خرد کردن گیلاس مشروب روی صورت او دوباره بازداشت شد. ماجرا از آن‌جا آغاز شد که سید به دوست دختر تاد پیشنهاد داد تا با او هم‌خوابه شود. نهایتاً سید بعد از ۲۳ روز بازداشت و در تاریخ ۱ فوریه از زندان آزاد شد.

## مرگ سید

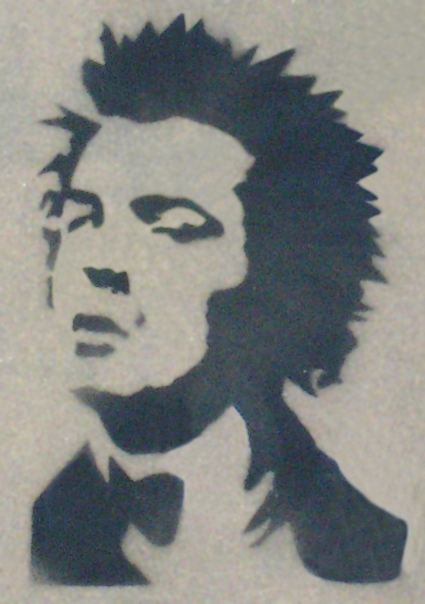
تصویری از سید ویشس بر دیوارهای مادرید

در ۲ فوریه ۱۹۷۹ جسد سید در منزل دوست دختر جدیدش میشل رابینسون یافت شد. او که پس از آزادی از زندان در دورهٔ ترک به سر می‌برد شب قبل از حادثه مقدار زیادی هروئین مصرف کرده بود و ظاهراً توسط میشل (که تجربه‌ای در مواجهه با این‌گونه موارد نداشت) نجات یافته بود. اما صبح روز بعد جسد بی‌جان سید در بستر و در کنار میشل یافت شد.
طبق اظهارات رابرت زینک-اولین مأمور پلیسی که صبح روز واقعه در محل حاضر شده بود- در کنار جسد یک سرنگ، یک قاشق و باقی‌ماندهٔ مواد وجود داشته‌است.
پس از آنکه جسد سید را سوزاندند مادرش متوجه وصیت‌نامهٔ او در کاپشن چرمی‌اش شد که طی آن سید وصیت کرده بود در حالی که کاپشن، شلوار جین و چکمهٔ موتورسواری‌اش را بر او پوشانده‌اند جسدش را در کنار نانسی به خاک بسپارند. مادر سید تصمیم گرفت برای اجرای وصیت‌نامه خاکستر او را در محل گور نانسی بپراکند که این عمل با مخالفت خانوادهٔ اسپانگن روبرو شد.
در سال ۱۹۸۶ با الهام از زندگی ویشس و رابطهٔ او با نانسی، یک فیلم سینمایی به نام سید و نانسی به کارگردانی الکس کاکس ساخته شد. در این فیلم گری الدمن در نقش ویشس ظاهر شد.

## چه کسی نانسی را کشت؟
در ژوئیهٔ ۲۰۱۰ فیلمی ۸۹ دقیقه‌ای با نام «چه کسی نانسی را کشت؟» روانهٔ بازار شد که در آن ادعا شده‌است سید در قتل نانسی هیچ نقشی نداشته‌است. این فیلم توسط آلن پارکر که یکی از دوستان مادر سید بوده‌است نوشته و کارگردانی شده‌است.
قبل از آنکه مادر سید در سال ۱۹۹۶ خودکشی کند پارکر از او خواسته بود تا با دادن اطلاعاتی در مورد واقعهٔ قتل نانسی و مرگ سید، به او کمک کند تا بی‌گناهی پسرش را ثابت کند.
پارکر برای ساخت این فیلم با ۱۸۲ نفر مصاحبه کرده‌است، مدارک پلیس نیویورک در مورد واقعه را بازبینی مجدد کرده و در بخش‌هایی از فیلم به مصاحبه‌هایش با مادر سید پرداخته‌است. نام این فیلم از یکی از آهنگ‌های سکس پیستولز به نام «چه کسی بامبی را کشت؟» گرفته شده‌است.